# Encore un soir (chanson)
Pour les articles homonymes, voir Encore un soir.
Clip vidéo
[vidéo] « Céline Dion - Encore un soir », sur YouTube
Encore un soir est une chanson française de Céline Dion, sortie le 24 mai 2016 sous format numérique,, premier single extrait de son album Encore un soir. Cette chanson d'amour est signée Jean-Jacques Goldman, et rend hommage à la mémoire de la vie de couple de Céline Dion et de René Angélil, son époux pygmalion et imprésario, disparu au moment de l'enregistrement et de la sortie de ce tube.

## Genèse de la chanson
Jean-Jacques Goldman écrit cette chanson de souvenir nostalgique à la demande de Céline Dion sur le thème « du temps qui passe » sous forme d'une ultime déclaration d'amour à son mari René,, d'une ode à leur relation amoureuse, et d'un souhait de pouvoir suspendre le temps ou de pouvoir le prolonger encore ne serait-ce que quelques instants,, « Encore un soir, encore une heure, encore une larme de bonheur, une faveur, comme une fleur, un souffle, une erreur, un peu de nous... ». Ce tube est le premier que Jean-Jacques Goldman écrit et compose pour Céline Dion depuis l'album Une fille et quatre types, treize ans auparavant.

## Sortie
Il est révélé le 24 mai au grand public, quelques semaines après la disparition de René, et marque le retour de Céline Dion sur scène et pour sa tournée Summer Tour 2016 (en),, en se classant entre autres N°1 des ventes en France en seulement trois jours, et n°1 des ventes au Québec, et single de platine. L'album se vend à plus de 800 000 exemplaires.

## Clip
Un clip est tourné par la chanteuse le 8 juillet 2016, avenue Kléber à Paris, alors qu'elle est en France pour une série de concerts à l'AccorHotels Arena de sa tournée Summer Tour 2016 (en). Il fait suite à une version audio mise en ligne sur le compte Vevo de la star ainsi que d'une lyrics vidéo.

## Classement & certifications
| Classement (2016)                     | Meilleure position |
| ------------------------------------- | ------------------ |
| Belgique (Wallonie Singles Chart)     | 10                 |
| Canada (Adult Contemporary Chart)     | 39                 |
| Canada (Hot 100)                      | 92                 |
| Europe (Euro Digital Songs)           | 18                 |
| France (SNEP)                         | 1                  |
| Hongrie (Single Top 40)               | 31                 |
| Luxembourg (Luxembourg Digital Songs) | 4                  |
| Québec (ADISQ)                        | 1                  |
| Slovaquie (IFPI Rádio)                | 52                 |
| Suisse (Schweizer HitParade)          | 25                 |
| Suisse (Schweizer HitParade Romandie) | 1                  |

| Pays   | Association | Certification | Ventes (estimation) |
| ------ | ----------- | ------------- | ------------------- |
| France | SNEP        | Diamant       | 50 000 000 streams  |
| Suisse | IFPI Suisse | Or            | 15 000              |